# بروس غامبل
بروس غامبل هو لاعب هوكي الجليد كندي، ولد في 24 مايو 1938 في Port Arthur, Ontario ‏ في كندا، وتوفي في 29 ديسمبر 1982 بسبب نوبة قلبية.

## وصلات خارجية
- بروس غامبل على موقع دوري الهوكي الوطني (الإنجليزية)
- بروس غامبل على موقع قاعة مشاهير الهوكي (لاعب أن.إتش.أل) (الإنجليزية)
- بروس غامبل على موقع EliteProspects.com (الإنجليزية)
- بروس غامبل على موقع HockeyDB.com (الإنجليزية)
- بروس غامبل على موقع Hockey-Reference.com (الإنجليزية)